# Schachtgrab

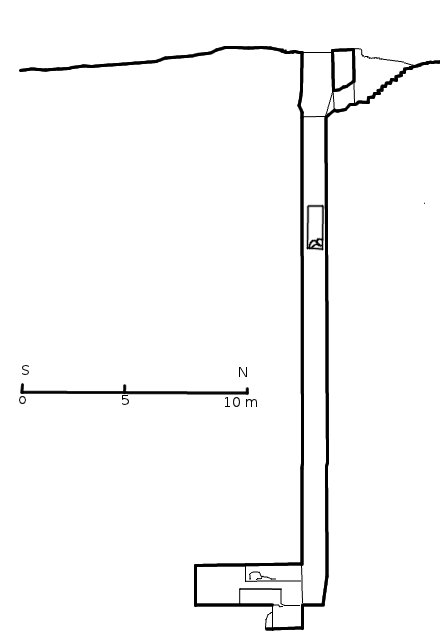
Schachtgrab der Hetepheres I. (ca. 2600 v. Chr., Skizze 2012)

Schachtgrab (von „Schacht“) bezeichnet ein Grab mit senkrechtem Hohlraum, das jedoch in unterschiedlichen Kulturen unterschiedlich hergerichtet wurde.

## Antike
Vor allem in der Antike im Mittelmeerraum bezeichnet es ein, in einen Felsen vertieftes, meist künstlich angelegtes Grab. Diese Schachtgräber waren meist wie Grotten angelegt und mit Steinen verschlossen oder anders unzugänglich gemacht worden.
In Mykene finden sich im Gräberrund A und Gräberrund B insgesamt 20 Schachtgräber, die in den Übergang von Mittelhelladikum zum Späthelladikum datieren und damit am Beginn der mykenischen Kultur stehen. Sie sind äußerst reich ausgestattet und bisher einzigartig für das prähistorische Griechenland.

### Schiebestollengrab
Kurt Galling hat den Begriff Schiebestollengrab für die aus dem Felsen gehauenen Gräbern aus Judäa, später auch aus Galiläa, geprägt, die aus rechteckigen oder quadratischen Kammern bestanden, von deren Seitenwänden verschließbare Stollen ausgingen, die jeweils eine Leiche aufnehmen konnten. Die enge Öffnung der Stollen bedeutete, dass man die Toten nur hineinschieben konnte (daher die Bezeichnung), und zwar mit dem Kopf voraus. Das Schiebestollengrab ist eine dem ptolemäischen, also ägyptisch-hellenistischen Einfluss zu verdankende Entwicklung, die über das hellenistische Marissa um 200 v. Chr. im Lande Einzug hält und nach ca. hundert Jahren im jüdischen Jerusalem Verbreitung findet. Da werden Schiebestollengräber im ersten Jahrhundert v. Chr. und im ersten Jahrhundert n. Chr. von reichen Familien als Familiengräber zur Primär- und Sekundärbestattung gegenüber der älteren Form der Kammergräber bevorzugt. Der hebräische Begriff für Grabstollen ist kokh, Mehrzahl kokhim, der lateinische loculus, Mehrzahl loculi.

## Mittelalter und Neuzeit
Seit dem Mittelalter versteht man unter Schachtgrab ein im Boden ausgehobenes, rechteckiges Grab, das wiederverwendet werden konnte. Heutzutage ist diese Art des Grabes die gebräuchlichste. Solche Gräber werden üblicherweise für mehrere Jahre gemietet oder gepachtet. Nach Ablauf des Vertrages wird es im Normalfall neu ausgehoben und weitervermietet oder verpachtet. 
In der Zeit des Zweiten Weltkriegs und danach wurden Massakeropfer unter anderem in einsam gelegene Schächte geworfen, so zum Beispiel im Fall der  Massengräber im slowenischen Karst.   